# Raúl de Anda
Raúl de Anda, nato come Raúl de Anda Gutiérrez (Città del Messico, 1º luglio 1908 – Città del Messico, 2 febbraio 1997), è stato un attore, regista e produttore cinematografico messicano, un pioniere del cinema sonoro messicano.

## Biografia
Raúl de Anda è nato il 1º luglio 1908 a Città del Messico, come Raúl de Anda Gutiérrez.
Iniziò a lavorare giovanissimo come charro (cavallerizzo) di un circo sia in Messico sia all'estero.
Si avvicinò al cinema nel 1930 interpretando uno degli ultimi film muti, Alma mexicana e l'anno seguente uno dei primi sonori Santa.
Fu produttore e scrittore, noto per aver interpretato e realizzato i primi film western messicani, tra i quali si può menzionare la sua partecipazione al classico messicano Vámonos con Pancho Villa (1935), basato sul romanzo omonimo, scritto da Rafael F. Muñoz, un film che divenne la prima superproduzione messicana dell'era sonora.
Due anni dopo, nel 1937 Raúl de Anda si dedicò alla sceneggiatura, al soggetto, alla regia e alla produzione dei suoi film, cominciando da Almas rebeldes, incentrato sulla missione di un gruppo di soldati rivoluzionari, che deve raggiungere gli Stati Uniti d'America, per acquisire armamenti necessari per perseguire il loro ideale.
Negli anni quaranta Raúl de Anda ottenne il successo con la trilogia di El Charro Negro, un personaggio virtuoso ed eroico, che lotta per la giustizia e protegge i deboli dagli abusi dei prepotenti.
Raúl de Anda, con i suoi personaggi e le sue sceneggiature ha dato ai messicani l'opportunità di identificarsi nei protagonisti dei suoi film, narrando storie intrise di folclore, tradizioni e valori nazionali.
In tutta la sua carriera, fino agli anni novanta, Raúl de Anda conservò una sintonia con i cambiamenti dei gusti popolari e quindi con gli anni i suoi film di charro e i vari drammi rivoluzionari vennero sostituiti da una serie di commedie urbane, thriller, film d'avventura e western ispirati a Hollywood.
Tra i suoi film più noti vi sono: Angeli dei bassifondi (Angeles de Arrabal, 1952), Gli intrepidi (La estampida, 1959) e Santana il killer dal mantello nero (El hombre de negro, 1969).
Raúl de Anda morì il 2 febbraio 1997 a Città del Messico.
Anche i suoi figli Raúl, Antonio, Rodolfo e Gilberto hanno lavorato nell'ambiente cinematografico.

## Filmografia

### Regista
- La tierra del mariachi (1938);
- Con los Dorados de Villa (1939);
- El Charro Negro (1940);
- La vuelta del Charro Negro (1942);
- Del rancho a la capital (1942);
- La venganza del Charro Negro (1942);
- Amanecer ranchero (1942);
- Toros, amor y gloria (1944);
- La reina del trópico (1946);
- Los cristeros (1947);
- El último chinaco (1948);
- Comisario en turno (1949);
- El Charro Negro en el norte (1949);
- Dos gallos de pelea (1950);
- Una mujer decente (1950);
- Sígueme corazón (1952);
- Cuatro noches contingo (1952);
- Con el diablo en el cuerpo (1954);
- La gaviota (1955);
- Enemigos (1956);
- Bataclán mexicanos (1956);
- Las manzanas de Dorotea (1957);
- La máscara de carne (1958);
- Gli intrepidi (La estampida) (1959);
- El pozo (1965);
- Si quiero (1967);
- La layenda del bandido (1967);
- Santana il killer dal mantello nero (El hombre de negro) (1969);
- La marcha de Zacatecas (1969);
- Juegos de alcoba (1971);
- Siete Evas para un Adan (1971);
- Sucedió en Jalisco (1972);
- Cabalgando a la luna (1974);
- Guerra de sexos (1978).